# Amada (entreprise)
Pour les articles homonymes, voir Amada.
Amada Co,. Ltd. (株式会社アマダ, Kabushiki-gaisha Amada) est un grand fabricant japonais d'équipements et de machines de traitement des métaux basé à Isehara dans la préfecture de Kanagawa. 

## Description
L'entreprise fabrique des machines de découpe, de formage, de cisaillement et de poinçonnage des métaux. La société développe également des systèmes d'automatisation d'usine et des équipements électroniques en plus des machines-outils. Les produits Amada sont utilisés dans des domaines tels que les industries de l'automobile, des ordinateurs, des appareils photo et des appareils électriques.
Le groupe Amada compte environ 90 sociétés, filiales commerciales et sites de production au Japon, Europe, Amérique du Nord et Chine. Il emploie plus de 9 500 personnes dans le monde en 2020.
Le groupe Amada a réalisé un chiffre d'affaires consolidé de 320 112 millions ¥ en 2020.
Le Président d'Amada est Tsutomu Isobe. 
Les actions de la société sont cotées sur les bourses de Tokyo et d'Osaka.

## Historique
La société a été créée en 1946 au Japon par Isamu Amada. 
En mars 2013, Amada Co a conclu une acquisition approuvée de Miyachi Corporation (MHC), faisant de Amada Miyachi America (en) une filiale consolidée.

## Principaux actionnaires
Les principaux actionnaires au 31 mars 2020 sont:
| Japan Trustee Services Bank, Ltd.             | 14,2% |
| The Master Trust Bank of Japan, Ltd.          | 11,6% |
| The AMADA FOUNDATION                          | 2,9%  |
| Trust & Custody Services Bank, Ltd.           | 2,5%  |
| Mizuho Bank, Ltd.                             | 2,2%  |
| SMBC Nikko Securities Inc.                    | 2,1%  |
| Nippon Life Insurance Company                 | 1,7%  |
| Standard Life Assurance Limited Pension Funds | 1,7%  |
| JPMorgan Chase                                | 1,6%  |
| The Nomura Trust and Banking Co., Ltd.        | 1,6%  |

## Produits
- Machines-outils
- Automatismes
- Outillages
- Logiciels